# Erythrocastnia
Erythrocastnia é um gênero de traça pertencente à família Brachodidae.